# Torrice
Torrice ist eine italienische Gemeinde in der Provinz Frosinone in der Region Latium mit 4675 Einwohnern (Stand 31. Dezember 2023). Sie liegt 92 km südöstlich von Rom und 7 km östlich von Frosinone.

## Geographie
Torrice liegt auf einem Hügel in der historischen Landschaft Ciociaia.
Die Nachbargemeinden sind Arnara, Boville Ernica, Frosinone, Ripi und Veroli.

## Bevölkerungsentwicklung
| Jahr      | 1871 | 1881 | 1901 | 1921 | 1936 | 1951 | 1971 | 1991 | 2001 |
| --------- | ---- | ---- | ---- | ---- | ---- | ---- | ---- | ---- | ---- |
| Einwohner | 2394 | 3306 | 4199 | 5159 | 5898 | 6503 | 4426 | 4370 | 4356 |

Quelle: ISTAT

## Politik
Alessia Savo (Bürgerliste) wurde im April 2008 zur Bürgermeisterin gewählt. Am 26. Mai 2013 wurde sie wiedergewählt.